# 1952 год в театре
1952 год в театре

## Знаменательные события
- 6 ноября открылся Национальный театр Кении.

## Персоналии

### Родились
- 16 января — Людмила Семеняка, балерина, балетмейстер, хореограф, балетный педагог, актриса; народная артистка СССР, лауреат Госпремии СССР.
- 24 января — Евгений Борисович Леонов-Гладышев, советский и российский актёр театра и кино.
- 25 января — Марк Яковлевич Вайль, советский и узбекский театральный режиссёр, основатель и художественный руководитель театра «Ильхом» в Ташкенте.
- 8 февраля — Виктор Алексеевич Проскурин, советский и российский актёр театра и кино, народный артист России.
- 12 февраля — Наталья Ивановна Потапова, советская и российская актриса театра и кино, заслуженная артистка России.
- 15 февраля — Владимир Владимирович Пучков, советский и российский актёр театра и кино.
- 29 мая — Александр Юрьевич Ермаков, советский и российский актёр театра и кино, народный артист России (1999).
- 20 августа — Любовь Николаевна Фоминых, советская и российская балерина, заслуженная артистка РСФСР.
- 25 сентября — Кристофер Рив, американский актёр театра и кино, режиссёр, сценарист, общественный деятель.
- 30 сентября — Виктор Васильевич Гвоздицкий, советский и российский актёр театра и кино, народный артист России.
- 24 декабря — Елена Юрьевна Шанина, советская и российская актриса театра и кино, народная артистка России.
- 29 декабря — Сергей Борисович Проханов, советский и российский актёр театра и кино, театральный режиссёр, художественный руководитель театра Луны, народный артист Российской Федерации.

### Скончались
- 12 августа — Вениамин Львович Зускин, еврейский актёр, народный артист РСФСР, актёр ГОСЕТа.
- 3 ноября — Ханна Гранфелт, финская оперная певица, лауреат Pro Finlandia.